# 1er régiment de uhlans (royaume du Congrès)
Pour les articles homonymes, voir 1er régiment.
Le 1er régiment de uhlans est une unité de cavalerie polonaise faisant partie de l'armée du royaume du Congrès. 

## Historique

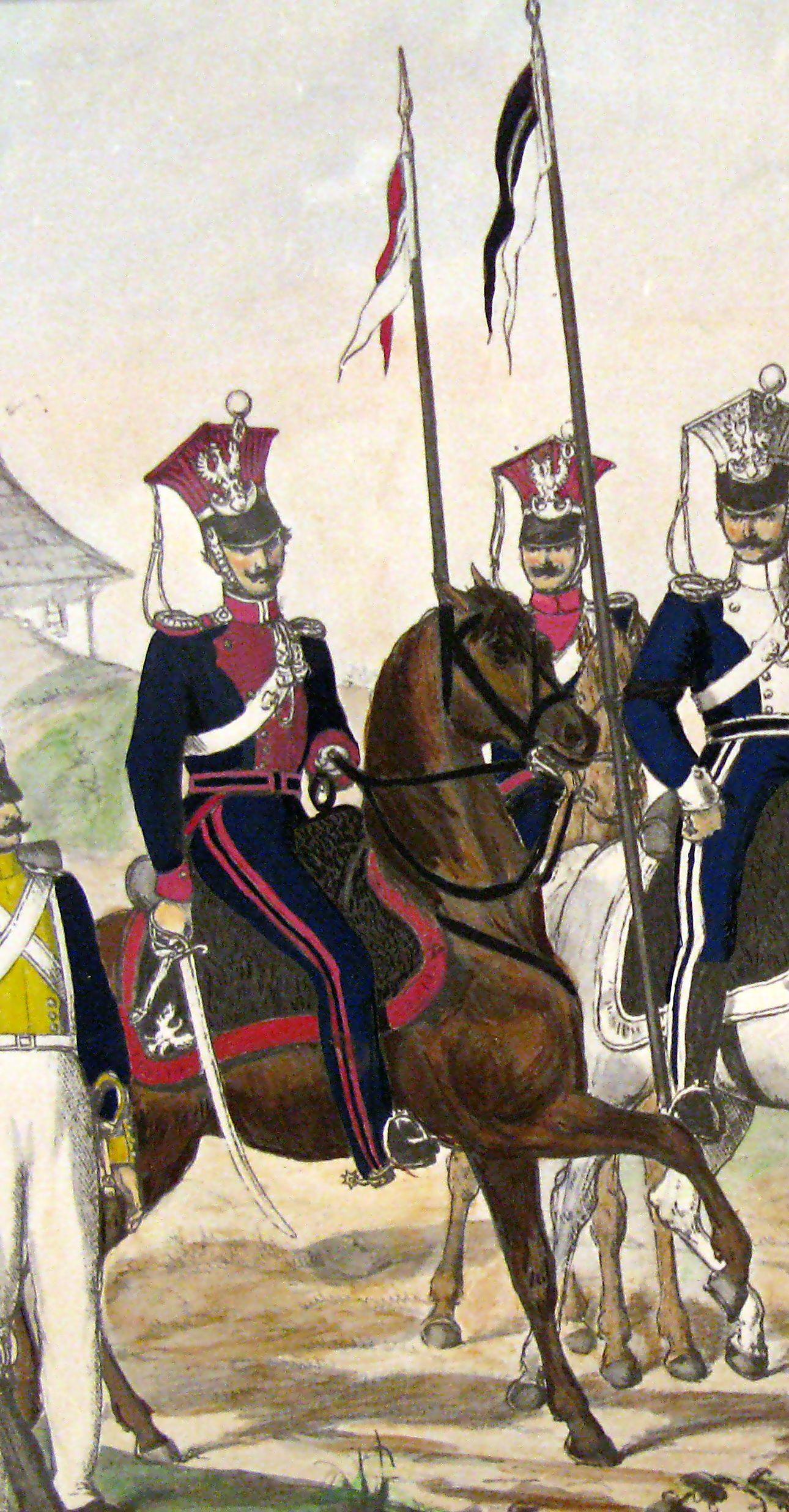
Uhlan du 1er régiment pendant l'insurrection de Novembre.

Le régiment est mis sur pied en 1815. À partir du 5 juin 1825, il devient le régiment de lanciers no 1 de Son Altesse royale le prince d'Orange. 
Dès l'origine, il comprend quatre escadrons d'active et un escadron de réserve. Il se répartit en deux « divisions » (formation rassemblant plusieurs escadrons de cavalerie), la première étant constituée des 1er et 2e escadrons et la seconde des 3e et 4e escadrons. Chaque escadron est divisé en deux demi-escadrons, chaque demi-escadron en deux pelotons et chaque peloton en deux sections. Un peloton peut également se subdiviser en trois roty ou escouades. 
Le régiment est intégré à la 1re brigade de la division de uhlans du royaume du Congrès. Au cours de l'insurrection de novembre 1830, le 1er uhlans participe à de nombreuses batailles parmi lesquelles Stoczek, Kałuszyn, Nowa Wieś et Grochów. Pour sa valeur au combat, une croix de chevalier, 23 croix d'or et 19 croix d'argent lui sont distribuées. 
Après l'échec du soulèvement, l'unité est dissoute dans la voïvodie de Lublin, plus précisément à Lubartów pour l'état-major et le 1er escadron, Parczew pour le 2e escadron, Opatów pour le 3e escadron et enfin Łęczna pour le 4e escadron.

## Chefs de corps
Le colonel en titre du régiment est le prince Guillaume d'Orange, héritier du trône royal des Pays-Bas. Dans la pratique, le commandement est exercé par les officiers suivants :
- Colonel Jan Tomicki
- Colonel Ludwik Bukowski (à partir de 1830)
- Lieutenant-colonel Aleksander Konopka (à partir du 28 février 1831, mort le 23 avril suivant)
- Lieutenant-colonel Lucjan Borkowski.

## Uniformes

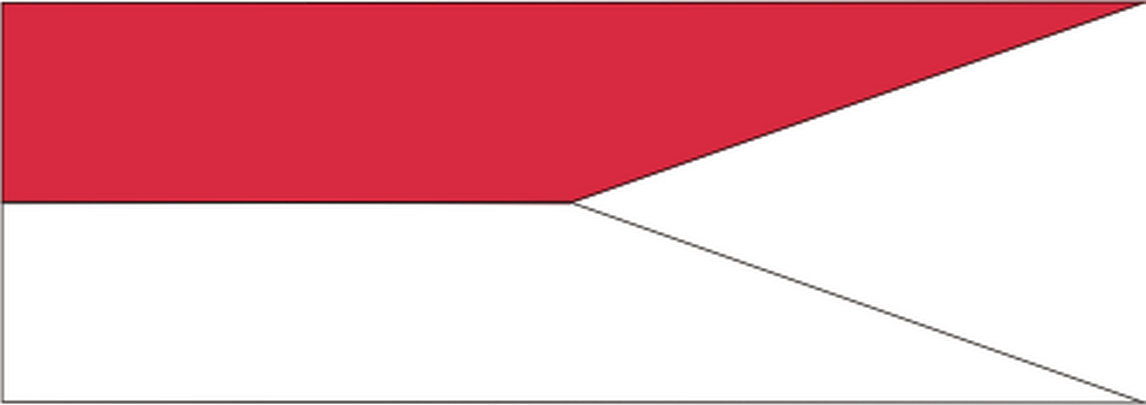
Fanion du 1er régiment de uhlans.

La couleur distinctive du régiment est le pourpre. L'habit (kurtka) est bleu marine avec revers, passepoils et col cramoisis. Cette dernière couleur est également celle du chapska.
La flamme surmontant les lances des soldats est cramoisie et blanche.